# ایستگاه شین-یوکوهاما
ایستگاه شین-یوکوهاما (به ژاپنی: 新横浜駅 Shin-yokohama-eki) یک ایستگاه قطار وابسته به شرکت راه‌آهن مرکزی ژاپن، شرکت راه‌آهن شرق ژاپن و اداره حمل و نقل شهر یوکوهاما است که یوکوهاما در ژاپن قرار دارد.